# Teafuone

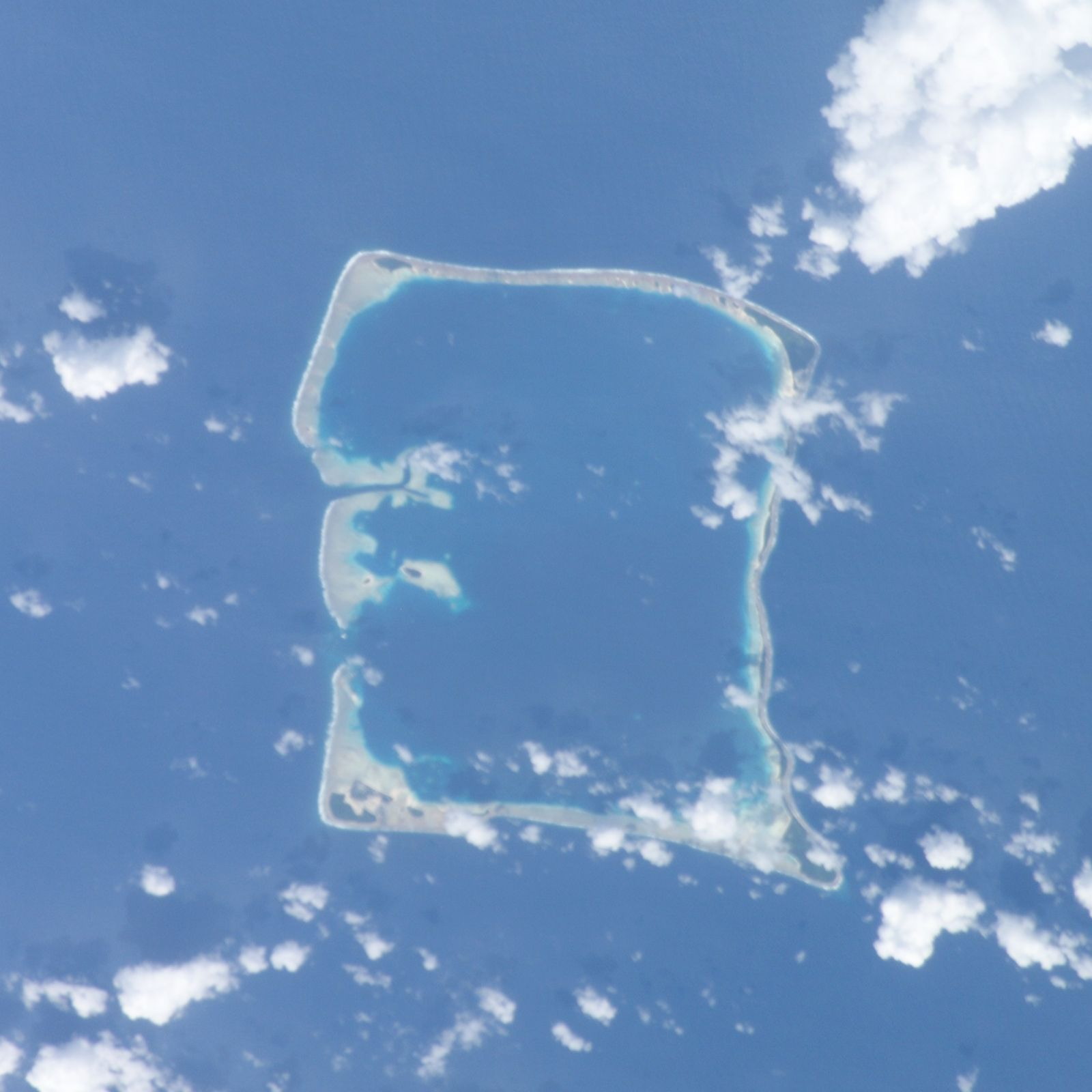
Vista aérea do atol de Nukufetau

Teafuone é um ilhéu do atol de Nukufetau, do país de Tuvalu. A ilha mais perto de Teafuone é a ilha de Sakalua.